# Kompjuterski kriminalitet
Računar u predstavlja jednu od najznačajnijih i najrevolucionarnijih tekovina razvoja tehničko-tehnološke civilizacije. No, pored svih prednosti koje sobom nosi i ogromne koristi čovečanstvu, računar je brzo postao i sredstvo zloupotrebe nesvesnih pojedinaca, grupa čak i organizacija. Tako nastaje računarski kriminalitet kao poseban i specifičan oblik savremenog kriminaliteta po strukturi, obimu i osobenostima. Sve to zaslužuje pažnju države i njenih organa pa i cele međunarodne zajednice. Razni pojavni oblici računarskog kriminaliteta ne poznaju granice izmedju država pa ni između kontinenata.
Uporedo sa ubrzanom informatizacijom društva i ulaskom Interneta u sve oblasti društvenog i privatnog života ljudi, računarski kriminal postaje dominantan oblik zloupotreba, kršenja zakona i drugih normi ponašanja. Novi oblici napada na računare i računarske mreže javljaju se velikom brzinom, a novi tipovi računarskog kriminala praktično zavise samo od mašte malicioznih napadača.

### Konvencija o visokotehnološkom kriminalu
Ova konvencija je ratifikovana od strane Narodne skupštine Republike Srbije i na taj način uneta u domaći pravni poredak. U samom uvodu ove konvencije, data su objašnjenja i razlozi donošenja.
Kao osnovni razlog za donošenja ove Konvencije, države potpisnice navode :
- Sprovođenje zajedničke kaznene politike u svrhu zaštite društva od sajber kriminala, usvajanjem odgovarajuce legislative i unapredivanjem medunarodne saradnje;
- Saradnja izmedu država i privatnih preduzeća u borbi protiv sajber kriminala i potrebu zaštite legitimnih interesa u korišcenju i razvoju informatičke tehnologije, jer efikasna borba protiv sajber kriminala zahteva povećanu, brzu i veoma funkcionalnu međunarodnu saradnju u krivičnim stvarima;

U Konvenciji se navode osnovi donošenja ovog akta, kao što su :
- Duboke promene koje je donela digitalizacija, konvergencija i stalni trend ka globalizaciji računarskih mreža;
- Rizici da se računarske mreže i elektronske informacije mogu takode koristiti za izvršenje krivičnih dela i da dokazni materijali koji se odnose na takve prestupe mogu biti uskladišteni u tim mrežama ili prenošeni preko njih;

Dakle, osnovni cilj konvencije je sprečavanje dela usmerenih protiv poverljivosti, integriteta i dostupnosti računarskih sistema, mreža i računarskih podataka, kao i sprečavanja zloupotrebe tih sistema, mreža i podataka na taj način što će se predvideti kaznene mere za takva činjenja kao što je opisano u ovoj konvenciji i što ce se usvojiti mere dovoljne za efikasnu borbu protiv takvih krivičnih dela, na taj način što će se na unutrašnjem i medunarodnom nivou olakšati otkrivanje, istraga i gonjenje takvih krivičnih dela i što će se obezbediti uslovi za brzu i pouzdanu međunarodnu saradnju;

### Pojavni oblici računarskog kriminaliteta
Pojavni oblici (fenomenologija) računarskog kriminaliteta mogu biti mnogobrojni, uglavnom se mogu svesti na sledeće oblike
- protivpravno korišćenje usluga
- neovlašćeno pribavljanje informacija
- računarske krađe
- računarske prevare
- komputerske sabotaže
- računarski terorizam
- kriminal vezan za računarske mreže
- krađa usluga
- informacijski kriminalitet
- imovinski kriminalitet
- neimovinski kriminalitet
- finansijske krađe, prevare i zloupotrebe
- krađa dobara i vremena
- falsifikovanje podataka i dokumenata
- vandalizam, hakerisanje
- računarska sabotaža

### Organizacija i nadležnost državnih organa u borbi protiv računarskog kriminala

#### Posebno tužilaštvo
Kako je članom 4. Zakona o organizaciji i nadležnosti državnih organa za borbu protiv visokotehnološkog kriminala predviđeno za krivična dela protiv bezbednosti računarskih podataka i krivičnih dela protiv intelektualne svojine, imovine i pravnog saobraćaja kod kojih se kao objekat ili sredstvo izvršenja krivičnih dela javljaju računari, računarske mreže i računarski podaci, za postupanje u predmetima navedenih krivičnih dela nadležno je Okružno javno tužilaštvo u Beogradu za teritoriju Republike Srbije. Obrazuje se posebno Odeljenje za borbu protiv visokotehnološkog kriminala.
Radom Posebnog tužilaštva rukovodi posebni tužilac za visokotehnološki kriminal, koga postavlja Republički javni tužilac iz redova javnih tužilaca i zamenika javnih tužilaca. Prednost imaju javni tužioci odnosno zamenici javnih tužilaca koji poseduju posebna znanja iz oblasti informatičkih tehnologija. Mandat posebnog tužioca je četiri godine i može biti ponovo postavljen. Posebni tužilac ima prava i dužnosti kao javni tužilac.
Kada dode do saznanja da se u jednom krivičnom predmetu radi o slučajevima predviđenim za nadležnost Posebnog tužioca, isti se pismeno obraća Republičkom javnom tužiocu zahtevajući od njega da mu poveri ili prenese u nadležnost taj predmet.
Republički javni tužilac, na predlog Posebnog tužioca, donosi poseban akt o unutrašnjoj organizaciji i sistematizaciji radnih mesta u posebnom tužilaštvu uz saglasnost ministra za poslove pravosuda.

#### Služba za borbu protiv visokotehnološkog kriminala
Članom 9 istog zakona je predviđeno da se obrazuje posebna služba za borbu protiv visokotehnološkog kriminala u okviru Ministarstva unutrašnjih poslova. Ministar unutrašnjih poslova po pribavljenom mišljenju Posebnog tužioca postavlja i razrešava starešinu Službe i bliže uređuje njen rad u skladu sa zakonom. Služba postupa po zahtevima Posebnog tužioca u skladu sa zakonom.

#### Nadležnost i organizacija sudova
Za postupanje u predmetima krivičnih dela iz oblasti visokotehnološkog kriminala za teritoriju Republike Srbije je nadležan Okružni sud u Beogradu. Za odlučivanje u drugom stepenu nadležan je neposredno viši sud .
U okružnom sudu u Beogradu se obrazuje Veće za borbu protiv visokotehnološkog kriminala. Sudije u to veće raspoređuje predsednik Okružnog suda iz reda sudija tog suda uz njihovu saglasnost. Prednost imaju sudije koje poseduju posebna znanja iz oblasti informacionih tehnologija
Sudije se raspoređuju u Veće najduže na dve godine a može im biti produžen mandat odlukom predsednika Okružnog suda u Beogradu.

### Obaranje sajtova
Zloupotrebe često imaju i spektakularne oblike. Jadan od takvih je aktivnost hakera i krakera koji, za sopstvene ili potrebe naručioca, vrše raznovrsne mrežne napade. Ti napadi se mogu sastojati u promeni izgleda sajta, promeni sadržine, odbijanju usluga ili pretrpavanju raznovrsnim spam porukama.
Ne retko hakeri i krakeri to rade po nečijem nalogu (npr. nekog od konkurenata). Postojala je sumnja da se to upravo desilo sa dvodnevnim februarskim zahvatima na velikim sajtovima kao što je: Amazon.com, Buy.com, eBuy, CNN.cim, Zdnet.
Njima svakako treba dodati i pad Yahoo.com. Njihov rad je bio obustavljen na po 2 do 5 sati, a gubici koje s pretrpeli bili su ogromni. Motivi, su naravno, raznovrsni, mada nikako ne treba zanemariti koristi koje konkurencija može postici, odnosno štete koje napadnuta strana pretrpi, a koje su ne samo materijalne, već i u ugledu, pouzdanosti, "imidžu".

#### Obaranje sajtova u Srbiji
Napadi u Srbiji najčešće su usmereni ka sajtovima vladinih organizacija, mada neretko bivaju napadnuti i sajtovi raznih firmi i poznatih ličnosti. Jedan od zanimljivijih slučajeva je i napad na sajt Odeljenja za visokotehnološli kriminal.
Jedan od glavnih razloga hakerskih upada je i slaba zaštićenost servera na kojima se nalaze napadnuti sajtovi. Ne postoji stopostotna zaštita jer hakeri prate razvoj tehnologija i prema tome programiraju odgovarajuće softvere za upad na servere. Hakeri su programeri koji, kada ugrabe slobodno vreme, prave programe za upad u druge sisteme. Upad obično obavljaju uz pomoć linuks sistema, jer je on najpogodniji za hakerisanje i uvek se trude da zavaraju trag.
Borba protiv ovakve vrste hakerskih napada je jako teška, jer oni uvek dolaze iz raznih delova sveta i teško ih je locirati. I pored toga ipak je moguće obezbediti odgovarajuću zaštitu internet sajtova od neovlašćenih ulaza i „obaranja“, ali su za to potrebani tim stručnih ljudi i odgovarajuće mere zaštite. U Srbiji postoje tačno propisani standardi za obezbeđivanje sajtova od „obaranja“ i u svim slučajevima moguće je utvrditi i ko je odgovoran za „obaranje bilo kog internet sajta.
Takođe su napadnuti i sajtovi:
- Ministarstva Poljoptivrede[8]
- Srbija brend[9]
- predizborni sajt Borisa Tadića
- aerodroma "Nikola Tesla"
- portal
- Socijalističke partije Srbije
- Lige socijaldemokrata Vojvodine
- Restoran Novaka Đokovića[10]

### Kazne za hakere
Povodom hakerskog napada i obaranja sajta Ministarstva poljoprivrede, posebni tužilac za visokotehnološki kriminal Lidija Komlen-Nikolić naglasila je da je za to krivično delo predviđena kazna zatvora do tri godine, sem ukoliko bi hakerski napad izazvao ozbiljniju sabotažu. U tom slučaju Zakon propisuje kaznu zatvora u trajanju do pet godina. Prema rečima Lidije Komlen-Nikolić, pre preuzimanja konkretnih koraka, tužilaštvo mora da dobije izveštaj sa kog je servera i IP adrese napad izvršen. Posle toga, tužilaštvo se preko Interpola može obratiti zemlji iz koje napad izvršen i zahtevati da se dostave podaci o eventualnim izvršiocima.
Formalno gledano ne postoji nadležnost domaćih organa ukoliko počinioci nisu iz naše zemlje i ukoliko napad ne potiče iz Srbije. Nadležnost u takvim slučajevima je tužilaštvo zemlje iz koje napad potiče - objasnila je Komnen Nikolić.
U slučaju pronalaženja počinioca krivičnog dela njegova računar se oduzima. Podaci iz njega se ne brišu, već se u prisustvu branioca klonira (kopira) hard disk. Znači, ne dira se inicijelni hard disk jer svako njegovo otvaranje i čeprkanje po računaru menja dokaze. Umesto toga, dokazi se prikupljaju na osnovu klona hard-diska. Čak se i samo kloniranje hard-diska radi bez uključivanja računara.

#### Izvodi iz krivičnog zakona Republike Srbije
Svaki neovlašćen pristup računarskoj mreži od strane hakera podlaže pod članove 302,303 i 304 Krivičnog zakona Republike Srbij koji nadlažu sledeće:
Član 302: Neovlašćeni pristup zaštićenom računaru, računarskoj mreži ili elektronskoj obradi podataka
- Ko se, kršeći mere zaštite neovlašćeno uključi u računar ili računarsku mrežu ili neovlašćeno pristupi elektronskoj obradi podataka, kazniće se novčanom kaznom ili zatvorom do šest meseci.
- Ko upotrebi podatak dobijen na način predviđen u stavu 1 ovog člana, kazniće se novčanom kaznom ili zatvorom do dve godine.
- Ako su usled dela iz stava 1. ovog člana došlo do zastoja ili ozbiljnog poremećaja funkcionisanja elektronske obrade i prenosa podataka ili mreže ili su nastupile druge teške posledice, učinilac će se kazniti zatvorom do tri godina.

Član 303: Sprečavanje i ograničavanje pristupa javnoj računarskoj mreži
- Ko neovlašćeno sprečava ili ometa pristup javnoj računarskoj mreži,kazniće se novčanom kaznom ili zatvorom do jedne godine.
- Ako delo iz stava 1 ovog člana učini službeno lice u vršenju službe,kazniće se zatvorom do tri godine.

Član 304: Neovlašćeno korišćenje računara ili računarske mreže
- Ko neovlašćeno koristi računarske usluge ili računarsku mrežu u nameri da sebi ili drugom pribavi protivpravnu imovinsku korist, kazniće se novčanom kaznom ili zatvorom do tri meseca.
- Gonjenje za delo iz stava 1. ovog člana preduzima se po privatnoj tužbi. “